# Chiesa di Sant'Ambrogio (Costa Masnaga)
La Chiesa di Sant'Ambrogio è una chiesetta della frazione di Brenno della Torre, dipendente dalla parrocchia di Santa Maria Assunta.

## Storia
Trattasi di una chiesa del Quattrocento: la prima citazione risale al 1428 e nel 1566 viene visitata da un delegato di Carlo Borromeo e nel 1611 da Federico Borromeo, che ne conferma la sussidiarietà rispetto alla parrocchia di Costa Masnaga.
Nel diciottesimo secolo è oggetto di varie ristrutturazioni e ampliamenti, e nel 1766 Giuseppe Pozzobonelli prescrive la costruzione di un cancello per l'altare.
Un ulteriore ampliamento, che prevede la demolizione quasi totale del vecchio edificio, viene attuato a partire dal 1922, a seguito delle visite pastorali del cardinal Ferrari, con l'apertura di una nuova porta e l'ampliamento della sagrestia. Nel giugno 1970 viene inaugurato un ulteriore ampliamento, dato dall'aumento della popolazione. Dopo, nel 1973, la chiesa subirà un piccolo intervento per adeguare l'altare alle riforme liturgiche del Concilio Vaticano II.

## Architettura
Edificio in muratura, ha al suo interno un trittico dei santi Ambrogio, Gervasio e Protasio opera di Angelo Trezzini, dipinto nel 1885.